# Jan Hendrik Waszink
Jan Hendrik Waszink (Renswoude, 17 ottobre 1908 – Lugano, 5 ottobre 1990) è stato un latinista olandese, professore all’Università di Leida.
Meglio conosciuto come esperto di Tertulliano, curò anche la traduzione e il commento di Calcidio al Timeo di Platone.
Dopo Franz Joseph Dölger è considerato uno dei fondatori dell’enciclopedia Reallexikon für Antike und Christentum, e, insieme a Christine Mohrmann, della rivista Vigiliae Christianae.

## Biografia
Figlio di un medico, si formò al liceo di Renswoude e poi studiò Lettere Classiche all'Università di Leida, discutendo nel ’33 una tesi di dottorato su Tertulliano. Dopo essere stato insegnante di liceo, nel ’46 fu nominato professore di latino a Leida.
Noto per il suo interesse per la Patristica, attestato dai seminari di Dölger, si interessò anche del neolatino, scrivendo su Petrarca e partecipando all'edizione critica di Erasmo da Rotterdam.
Nel 1950 divenne membro dell’Accademia reale delle arti e delle scienze dei Paesi Bassi.
Morì il 5 ottobre 1990, durante una vacanza con gli amici.

## Opere
- (ed.) De anima di Tertulliano, 1933.
- (con W.J. Verdenius) Aristotle on coming-to be and passing-away: some comments, 1946.
- (edizione e traduzione) De Anima di Tertulliano. 1947
- (ed.) Adversus Hermogenem di Tertulliano. Utrecht, 1956.
- (traduzione) Adversus Hermogenem di Tertulliano. Londra, 1956.
- (ed.) Timaeus di Platone, tradotto da Calcidio. 1962.
- Studien zum Timaioskommentar des Calcidius, 1964.
- Opuscula selecta, 1979.
- De Anima di Tertulliano  (traduzione annotata) 2010.
- (con J. C. M van Winden) De idololatria di Tertulliano, 1987.